# Skutterudit
Skutterudit ist ein eher selten vorkommendes Mineral aus der Mineralklasse der „Sulfide und Sulfosalze“ mit der idealisierten Zusammensetzung CoAs3 und ist chemisch gesehen ein mit den Sulfiden verwandtes Cobaltarsenid. Da Skutterudit allerdings nah mit Nickelskutterudit ((Ni,Co,Fe)As3-x) verwandt ist und mit diesem eine lückenlose Mischkristall-Reihe bildet, enthält er meist auch etwas Nickel und Eisen, welche das Cobalt diadoch ersetzen können.
Skutterudit kristallisiert im kubischen Kristallsystem und entwickelt meist würfelige, oktaedrische oder dodekaedrische Kristalle und Kombinationen von bis zu 9 cm Größe, findet sich aber auch in Form körniger, massiger, dendritischer oder skelettförmiger Aggregate. Die Oberflächen der undurchsichtigen Kristalle und Aggregate weisen einen metallischen Glanz auf. Die Farbe von frischem Skutterudit variiert zwischen Zinnweiß und Silbergrau. Unter Lufteinfluss läuft er allerdings nach einiger Zeit grau bis bunt irisierend an.

## Etymologie und Geschichte
Unter seiner bergmännischen Bezeichnung Speiskobalt war Skutterudit bereits seit dem Mittelalter bekannt, da er zur Herstellung von „Smalte“ gebraucht wurde. Diese Bezeichnung übernahm Abraham Gottlob Werner 1803 in seinem „Handbuch der Mineralogie“. Mit dem Wort Speis (von Speise) bezeichnete nach man Johann Christoph Adelung im Berg- und Hüttenwesen unter anderem metallische Gemische mit unbekannter Zusammensetzung (Bsp.: Glockenspeise).
Aufgrund seines Verwendungszwecks nahm der französische Mineraloge François Sulpice Beudant den Arséniure de cobalt als Smaltine (gelegentlich auch Smaltit geschrieben) 1832 in seiner „Traité élémentaire de minéralogie“ auf.
Seinen bis heute gültigen Namen Skutterudit erhielt das Mineral schließlich 1845 durch Wilhelm Ritter von Haidinger, der es nach seiner Typlokalität, den Kobaltgruben von Skutterud nahe Snarum und Modum in Norwegen benannte.
Das Typmaterial des Minerals wird in der Mineralogischen Sammlung der Technischen Universität Bergakademie Freiberg (TU-BA) unter der Katalog-Nr. 3910 aufbewahrt.

## Klassifikation
Die strukturelle Klassifikation der International Mineralogical Association (IMA) zählt den Skutterudit zur Gruppe der nicht stöchiometrischen Quadrupelperowskite mit unbesetzter A-Position in der Perowskit-Supergruppe. Hier bildet er zusammen mit Kieftit, Nickelskutterudit und Ferroskutterudit die Skutterudit-Untergruppe.
Bereits in der veralteten 8. Auflage der Mineralsystematik nach Strunz gehörte Skutterudit zur Mineralklasse der „Sulfide und Sulfosalze“ und dort zur Abteilung der „Sulfide mit [dem Stoffmengenverhältnis] M(etall) : S(chwefel) < 1 : 1“, wo er zusammen mit den inzwischen diskreditierten Mineralen Chathamit und Chloanthit die „Skutterudit-Reihe“ mit der System-Nr. II/C.12 bildete.
Im Lapis-Mineralienverzeichnis nach Stefan Weiß, das sich aus Rücksicht auf private Sammler und institutionelle Sammlungen noch nach dieser alten Form der Systematik von Karl Hugo Strunz richtet, erhielt das Mineral die System- und Mineral-Nr. II/D.29-10. In der „Lapis-Systematik“ entspricht dies ebenfalls der Abteilung „Sulfide mit [dem Stoffmengenverhältnis] Metall : S,Se,Te < 1 : 1“, wo Skutterudit zusammen mit Ferroskutterudit, Gaotaiit, Iridisit (Nicht anerkannt), Kieftit und Nickelskutterudit eine eigenständige, aber unbenannte Gruppe bildet (Stand 2018).
Die seit 2001 gültige und von der International Mineralogical Association (IMA) zuletzt 2009 aktualisierte 9. Auflage der Strunz’schen Mineralsystematik ordnet den Skutterudit dagegen in die Abteilung der „Metallsulfide mit M : S ≤ 1 : 2“ ein. Diese ist zudem weiter unterteilt nach dem genauen Stoffmengenverhältnis bzw. den in der Verbindung vorherrschenden Metallen, so dass das Mineral entsprechend seiner Zusammensetzung in der Unterabteilung „M : S = 1 : >2“ zu finden ist, wo es zusammen mit Ferroskutterudit, Kieftit und Nickelskutterudit die „Skutteruditgruppe“ mit der System-Nr. 2.EC.05 bildet.
Auch die vorwiegend im englischen Sprachraum gebräuchliche Systematik der Minerale nach Dana ordnet den Skutterudit in die Klasse der „Sulfide und Sulfosalze“ und dort in die Abteilung der „Sulfidminerale“ ein. Hier ist er zusammen mit Kieftit, Ferroskutterudit und Nickelskutterudit in der „Skutteruditreihe“ mit der System-Nr. 02.12.17 innerhalb der Unterabteilung der „Sulfide – einschließlich Seleniden und Telluriden – mit der Zusammensetzung AmBnXp, mit (m+n) : p = 1 : 2“ zu finden.

## Chemismus
In der theoretisch idealen, stoffreinen Zusammensetzung von Skutterudit (CoAs3) besteht das Mineral aus Cobalt (Co) und Arsen (As) im Stoffmengenverhältnis von 1 : 3. Dies entspricht einem Massenanteil (Gewichts-%) von 20,77 Gew.-% Co und 79,23 Gew.-% As.
Die chemische Analyse des Tymaterials aus Skutterud in Norwegen ergab dagegen eine leicht abweichende Zusammensetzung von 19,70 Gew.-% Co und 76,41 Gew.-% As sowie zusätzlich geringe Fremdbeimengungen von 2,80 Gew.-% Eisen (Fe) und 1.03 Gew.-% Schwefel (S). Die Mikrosondenanalyse von Mineralproben ähnlicher Zusammensetzung aus der Umgebung von Cobalt im Timiskaming District der kanadischen Provinz Ontario ergab neben zusätzlichen Eisen- und Schwefelgehalten noch geringe Anteile von 1,8 Gew.-% Nickel (Ni).

## Kristallstruktur
Skutterudit kristallisiert kubisch in der Raumgruppe Im3 (Raumgruppen-Nr. 204) mit dem Gitterparameter a = 8,31 Å sowie 8 Formeleinheiten pro Elementarzelle.

## Modifikationen und Varietäten

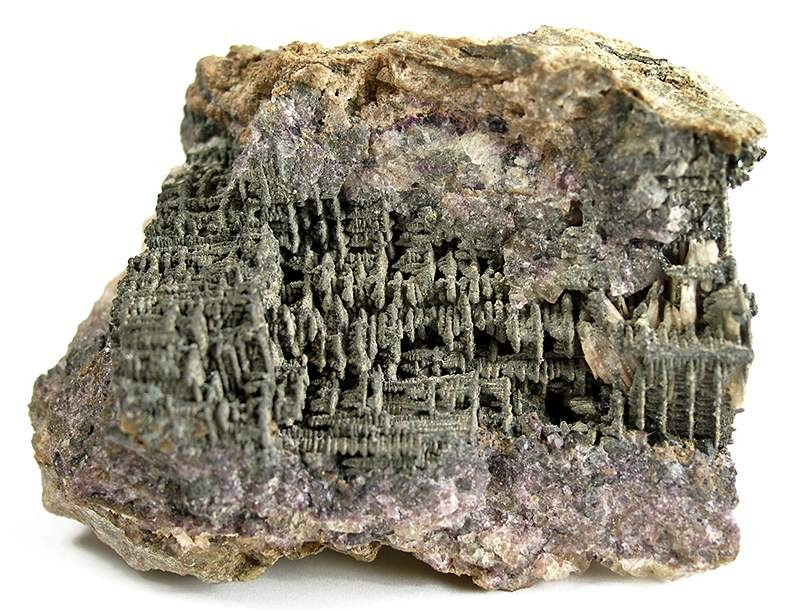
Skutteruditvarietät Smaltit in dendritischer Ausbildung aus dem Landkreis Schneeberg, Erzgebirge, Sachsen
(Größe: 6,0 cm × 4,2 cm × 4,2 cm)

Neben seiner ursprünglichen Bedeutung als Synonym des Skutterudits dient der Name Smaltin bzw. Smaltit inzwischen auch als Bezeichnung für eine arsenärmere Varietät des Minerals.
Speiskobalt findet sich auch derb, eingesprengt und in mannigfaltig gruppierten Aggregaten, ist zinnweiß bis grau, mitunter bunt angelaufen oder durch beginnende Zersetzung zu Kobaltblüte an der Oberfläche rot gefärbt.
In bestimmten Varietäten wird der Gehalt an Nickel so bedeutend, dass dieselben eher dem Nickelskutterudit zugerechnet werden, während die eisenreichen eher als Varietäten des Safflorit (veraltet: Grauer Speiskobalt, Eisenkobaltkies) gelten. Ein bis zu 4 Prozent Bismut (Wismut) enthaltendes Mineral wird als Wismutkobaltkies unterschieden.

## Bildung und Fundorte

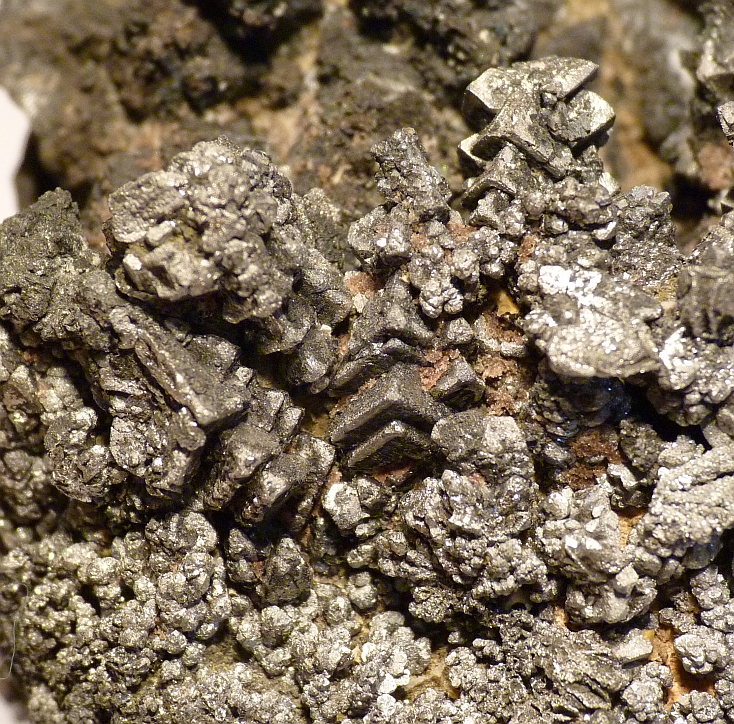
Skutterudit aus Schlema im Erzgebirge (Sichtfeld: 4 cm)

Skutterudit bildet sich in mittel- bis hochgradigen Hydrothermal-Adern, wo er mit meist mit anderen Nickel-Cobalt-Sulfiden wie beispielsweise Nickelin, Cobaltit und Arsenopyrit, aber auch mit gediegen Bismut und Silber, Baryt, Calcit, Quarz und/oder Siderit vergesellschaftet anzutreffen ist.
Als eher seltene Mineralbildung kann Skutterudit an verschiedenen Fundorten zum Teil reichlich vorhanden sein, insgesamt ist er aber wenig verbreitet. Als bekannt gelten bisher (Stand: 2011) etwas mehr als 400 Fundorte. Neben seiner Typlokalität Skutterud trat das Mineral in Norwegen bisher noch in der „Lerestvedt Mine“ bei Øyestad in der Kommune Arendal und im Silberbergbaugebiet um Kongsberg auf.
In Deutschland fand sich Skutterudit bisher vor allem im Schwarzwald in Baden-Württemberg und im Erzgebirge in Sachsen, aber auch an mehreren Stellen im Frankenland und bei Wölsendorf in Bayern, in mehreren Gruben im Odenwald und im Richelsdorfer Gebirge in Hessen, an vielen Stellen im Harz von Niedersachsen bis Sachsen-Anhalt, im Bergischen Land und Siegerland in Nordrhein-Westfalen, an mehreren Fundstätten bei Imsbach, am Landsberg bei Obermoschel, Rockenhausen und Bürdenbach in Rheinland-Pfalz und in Thüringen bei Bad Lobenstein, Ronneburg und Kamsdorf.
In Österreich wurde das Mineral bisher am Hüttenberger Erzberg in Kärnten, der Zinkwand im Tal des Obertalbachs (Schladminger Tauern) in der Steiermark und an mehreren Orten in Salzburg gefunden.
An Schweizer Fundorten sind bisher nur Böttstein im Kanton Aargau sowie verschiedene Gruben im Ayertal und der Gemeinde Turtmann im Kanton Wallis bekannt.
Weitere Fundorte liegen unter anderem in Afghanistan, Argentinien, Australien, Bolivien, Chile, China, Frankreich, Grönland, Irland, Italien, Japan, Kanada, Madagaskar, Marokko, Mexiko, Polen, Portugal, Russland, Schweden, Slowakei, Spanien, Südafrika, Südkorea, Tschechien, im Vereinigten Königreich (Großbritannien) und den Vereinigten Staaten (USA).

## Verwendung
Skutterudit war bis zum Ende des 19. Jahrhunderts ein wichtiges Mineral von Cobalt- und Nickel-Erzen zur Blaufarbenbereitung, wobei Nickel und weißes Arsen(III)-oxid (Arsenik) als Nebenprodukt gewonnen wurde. Mittlerweile werden diese Metalle hauptsächlich aus Nickelmagnetkiesen (Gemenge aus Pentlandit und Pyrrhotin) und aus Lateriten gewonnen.
Skutterudite werden als Kandidaten für effizientere thermoelektrische Konverter gehandelt, mit denen etwa Wärme im Abgassystem eines Autos direkt in Strom umgesetzt werden kann, jedoch stehen dem erhebliche technische Probleme entgegen. Inzwischen werden Skutterudite als Materialien für Radioisotopengeneratoren in der Raumfahrt getestet.